# Campeonato Brasileiro Feminino de Futebol Americano de 2017
O Campeonato Brasileiro Feminino de Futebol Americano de 2017 é a quarta edição do campeonato nacional de futebol americano do Brasil. Os times participantes organizam a competição como na edição anterior.
A equipe do Fluminense Cariocas conquistou o tricampeonato de forma invicta ao derrotar o rival Big Riders FA na final.

## Fórmula de disputa
As seis equipes estão divididas em dois grupos: A e B. Os times se enfrentam dentro de cada grupo em turno único. As duas melhores equipes de cada grupo classificam-se às Semifinais em jogo único, com o melhor classificado de um grupo enfrentado o segundo colocado do outro grupo. Os mandos de campos das Semifinais são dados às equipes com maior número de quilômetros viajados na Primeira Fase. Os dois vencedores disputam a Final também em jogo único.

## Participantes
Este torneio conta com a participação de seis equipes, até então o maior número de participantes da história. O Cariocas FA, em parceria com o Fluminense, passa se chamar Fluminense Cariocas. O Vasco da Gama Patriotas encerra a parceria com o Vasco da Gama e passa se chamar Big Riders FA.
| Equipe               | Cidade         |
| -------------------- | -------------- |
| Big Riders FA        | Rio de Janeiro |
| Brasília Pilots      | Brasília       |
| Curitiba Silverhawks | Curitiba       |
| Fluminense Cariocas  | Rio de Janeiro |
| São Paulo Spartans   | São Paulo      |
| Sinop Coyotes        | Sinop          |

## Classificação da Primeira Fase

### Grupo A
| Pos | Times                | V | E | D | PCT   | PF | PS | SP  |
| --- | -------------------- | - | - | - | ----- | -- | -- | --- |
| 1   | Brasília Pilots      | 2 | 0 | 0 | 1.000 | 50 | 19 | 31  |
| 2   | Sinop Coyotes        | 1 | 0 | 1 | .500  | 52 | 36 | 16  |
| 3   | Curitiba Silverhawks | 0 | 0 | 2 | .000  | 14 | 61 | -47 |

#### Resultados
| 22 de julho 14:00 UTC -3 | Relatório | Curitiba Silverhawks | 06–22 | Brasília Pilots |  | Complexo Esportivo Brown Spiders, Curitiba-PR |  |

| 19 de agosto 14:00 UTC -3 | Relatório | Brasília Pilots | 28–13 | Sinop Coyotes |  | Estádio Bezerrão, Gama-DF |  |

| 16 de setembro 17:00 UTC -4 | Relatório | Sinop Coyotes | 39–08 | Curitiba Silverhawks |  | Estádio Gigante do Norte, Sinop-MT |  |

### Grupo B
| Pos | Times               | V | E | D | PCT   | PF | PS | SP  |
| --- | ------------------- | - | - | - | ----- | -- | -- | --- |
| 1   | Fluminense Cariocas | 2 | 0 | 0 | 1.000 | 84 | 23 | 61  |
| 2   | Big Riders FA       | 1 | 0 | 1 | .500  | 56 | 31 | 25  |
| 3   | São Paulo Spartans  | 0 | 0 | 2 | .000  | 7  | 93 | -86 |

#### Resultados
| 23 de julho 11:00 UTC -3 | Relatório | São Paulo Spartans | 07–33 | Big Riders FA |  | Clube ADC Eletropaulo, São Paulo-SP |  |

| 20 de agosto 14:00 UTC -3 | Relatório | Fluminense Cariocas | 60–00 | São Paulo Spartans |  | Vila Olímpica, Duque de Caxias-RJ |  |

| 17 de setembro 14:00 UTC -3 | Relatório | Big Riders FA | 23–24 | Fluminense Cariocas |  | Campo da Prefeitura da UFRJ, Rio de Janeiro-RJ |  |

## Fase Final
Em itálico, os times que possuem o mando de campo e em negrito os times classificados.
|  | Semifinais | Semifinais          | Semifinais          |    |  | Final         | Final | Final |
|  |            |                     |                     |    |  |               |       |       |
|  | A1         | Brasília Pilots     | 00                  |    |  |               |       |       |
|  | B2         | Big Riders FA       | 40                  |    |  |               |       |       |
|  |            |                     |                     |    |  | Big Riders FA | 12    |       |
|  |            |                     | Fluminense Cariocas | 18 |  |               |       |       |
|  | B1         | Fluminense Cariocas | 20                  |    |  |               |       |       |
|  | A2         | Sinop Coyotes       | 00                  |    |  |               |       |       |

### Semifinais
| 22 de outubro 10:00 UTC -2 | Relatório | Brasília Pilots | 00–40 | Big Riders FA |  | Estádio Rorizão, Samambaia-DF |  |

| 28 de outubro 17:00 UTC -3 | Relatório | Sinop Coyotes | 00–20 | Fluminense Cariocas |  | Estádio Gigante do Norte, Sinop-MT |  |

### Final
| 9 de dezembro 15:00 UTC -2 | Relatório | Fluminense Cariocas | 18–12 | Big Riders FA |  | Estádio Rua Bariri, Rio de Janeiro-RJ |  |

## Premiação
| Campeonato Brasileiro Feminino de 2017  |
| Rio de Janeiro                          |
| --------------------------------------- |
| Fluminense Cariocas Campeão (3º título) |